# E-gazeta
E-gazeta – elektroniczna wersja tradycyjnego czasopisma, którą czyta się na ekranie komputera lub smartfona za pomocą przeglądarki. Można ją oglądać poprzez proste przewracanie stron lub skok do wybranego artykułu.
Jej atutami są:
- Łatwość przeszukiwania
- Możliwość wzbogacenia o elementy interaktywne lub multimedialne.
- Szybka dostawa i modyfikowalność
- Łatwa archiwizacja i dostęp do starszych numerów.

Szczególnym przypadkiem e-gazet są gazety wirtualne, czyli gazety dostępne jedynie online, które nie mają swojego odpowiednika w wersji drukowanej.
Do przeglądania e-gazet najczęściej wystarcza typowa przeglądarka internetowa, lecz dostępne są również specjalizowane programy. Zwykle wystarczający jest czytnik PDF. Wielkość plików przede wszystkim zależy od rozdzielczości, w jakiej wydawca dostarcza swoje pismo – pliki gazet codziennych mają około kilku megabajtów, natomiast objętość czasopism to około 10–20 megabajtów.
W Polsce rozwój e-gazet rozpoczął się pod koniec 2004 roku, gdy Związek Kontroli Dystrybucji Prasy przyjął uchwałę o zaliczeniu egzemplarzy sprzedanych w postaci elektronicznej do łącznej liczby sprzedanych egzemplarzy danego tytułu.
Ostatnimi czasy coraz większą popularność zyskują e-gazety prezentowane w formie tzw. flipbooków. Taka forma w odróżnieniu od klasycznych e-wydań daje możliwość dodania do niego elementów interaktywnych jak galerie zdjęć, filmy, linki czy pliki audio. Niektóre serwisy jak np. polskie publuu.com pozwalają personalizować taki dokument poprzez dodawanie obrazkowego tła. Pozwala też wydawcy stale monitorować i modyfikować taki dokument, co nie jest możliwe z wykorzystaniem klasycznych plików PDF.